# Танкгеннок (Пенсільванія)
Танкгеннок (англ. Tunkhannock) — місто (англ. borough) в США, в окрузі Вайомінг штату Пенсільванія. Населення — 1767 осіб (2020).

## Географія
Танкгеннок розташований за координатами 41°32′28″ пн. ш. 75°56′57″ зх. д. / 41.54111° пн. ш. 75.94917° зх. д. (41.541084, -75.949058). За даними Бюро перепису населення США в 2010 році місто мало площу 2,49 км², з яких 2,36 км² — суходіл та 0,13 км² — водойми.

## Демографія
Згідно з переписом 2010 року, у селищі мешкало 1836 осіб у 817 домогосподарствах у складі 447 родин. Густота населення становила 736 осіб/км². Було 871 помешкання (349/км²).
Расовий склад населення:
| - 95,9 % — білих - 1,1 % — азіатів - 0,9 % — чорних або афроамериканців - 0,2 % — корінних американців - 0,1 % — вихідців з тихоокеанських островів |

До двох чи більше рас належало 1,5 %. Частка іспаномовних становила 1,3 % від усіх жителів.
За віковим діапазоном населення розподілялося таким чином: 22,3 % — особи молодші 18 років, 57,0 % — особи у віці 18—64 років, 20,7 % — особи у віці 65 років та старші. Медіана віку мешканця становила 43,5 року. На 100 осіб жіночої статі у селищі припадало 87,2 чоловіків; на 100 жінок у віці від 18 років та старших — 83,4 чоловіків також старших 18 років.
Середній дохід на одне домашнє господарство становив 58 912 долари США (медіана — 40 592), а середній дохід на одну сім'ю — 83 226 доларів (медіана — 77 273). Медіана доходів становила 56 000 доларів для чоловіків та 33 889 доларів для жінок. За межею бідності перебувало 14,0 % осіб, у тому числі 13,9 % дітей у віці до 18 років та 19,7 % осіб у віці 65 років та старших.
Цивільне працевлаштоване населення становило 851 особа. Основні галузі зайнятості: освіта, охорона здоров'я та соціальна допомога — 19,2 %, роздрібна торгівля — 18,1 %, науковці, спеціалісти, менеджери — 14,8 %, мистецтво, розваги та відпочинок — 12,5 %.